# Podabacia
Genre
Podabacia est un genre de coraux durs de la famille des Fungiidae.

## Liste d'espèces
Le genre Podabacia comprend les espèces suivantes :
| Selon World Register of Marine Species (5 juillet 2015) : - Podabacia crustacea Pallas, 1766 - Podabacia kunzmanni Hoeksema, 2009 - Podabacia lankaensis Veron, 2000 - Podabacia motuporensis Veron, 1990 - Podabacia sinai Veron, 2000 | Selon ITIS (5 juillet 2015) : - Podabacia crustacea Pallas, 1766 - Podabacia motuporensis Veron, 1990 |